# Garelli FX 50
Der Garelli FX 50 ist ein Motorroller des italienischen Herstellers Garelli, der von 2001 bis 2006 produziert wurde. Er wurde als wendiger Stadtroller mit einem 50-cm³-Zweitaktmotor entwickelt und richtet sich insbesondere an junge Fahrer und den städtischen Pendlerverkehr. Der Roller wurde in China gefertigt und über das italienische Werk von Garelli vertrieben.

## Technische Daten
| Merkmal        | Garelli FX 50 (2001–2006)              |
| -------------- | -------------------------------------- |
| Motortyp       | Einzylinder-Zweitaktmotor, luftgekühlt |
| Hubraum        | 49 cm³                                 |
| Leistung       | k. A.                                  |
| Drehmoment     | k. A.                                  |
| Getriebe       | stufenloses Getriebe                   |
| Antrieb        | Riemenantrieb                          |
| Kühlung        | Luftkühlung                            |
| Starter        | elektrisch und Kickstarter             |
| Bremsen vorne  | Scheibenbremse                         |
| Bremsen hinten | Trommelbremse                          |